# Эвертон (стадион)
Стадион «Э́вертон» (англ. Everton Stadium), текущее официальное спонсорское название — стадион «Хилл Ди́кинсон» (англ. Hill Dickinson Stadium) — футбольный стадион в Ливерпуле, Англия. Построен в 2024 году. Начиная с сезона 2025/26 сменит «Гудисон Парк» в качестве домашней арены футбольного клуба «Эвертон». Вмещает 52 769 зрителей.

## История

### Предыстория
Футбольный клуб «Эвертон» был основан в 1878 году и изначально проводил свои домашние матчи на открытом поле на юго-восточном углу открытого в 1870 году в Ливерпуле Стэнли Парка. С 1884 по 1892 год «Эвертон» играл домашние матчи на стадионе «Энфилд». За это время клуб успел стать одним из основателей Футбольной лиги, а также выиграть свой первый чемпионат Англии — в сезоне 1890/91. В начале 1890-х произошёл конфликт между председателем правления «Эвертона» Джоном Хоулдингом и комитетом управления клуба. После победы в чемпионате в 1891 году Хоулдинг выкупил участок, на котором располагался «Энфилд», и предложил увеличить арендную плату со 100 до 250 фунтов ежегодно. В итоге комитет управления «Эвертона», отказался удовлетворить его требования, и клуб переехал на поле, которое располагалось с противоположной стороны Стэнли Парка, где был построен «Гудисон Парк», ставший на долгие годы новым домом для «Эвертона».
В начале 1990-х годов вместимость стадиона значительно снизилась после публикации доклада Тейлора и соответствующих решений правительства Великобритании о необходимости перестройки всех стадионов в полностью сидячие. В том числе из-за этого «Гудисон Парк» начал отставать от стандартов новых стадионов в плане количества доступных мест и коммерческой жизнеспособности. Инфраструктура стадиона требовала значительных затрат на техническое обслуживание, чтобы он мог оставаться пригодным для использования. Ситуация усугублялась тем, что вплотную к стадиону были расположены другие сооружения, что сильно ограничивало возможность реконструкции.
В конце XX века клуб начал искать в городе место для нового стадиона. В 1999—2003 годах основной площадкой для него рассматривался Кингс Док, в 2006—2009 обсуждался проект, предполагавший переезд «Эвертона» в Керби, а в 2014—2016 годах как место для новой арены рассматривался парк Уолтон Холл. Тем не менее, ни один из этих проектов не был воплощён в жизнь.

### Проектирование
4 января 2017 года «Эвертон» объявил, что новым местом, которое клуб рассматривает в качестве локации для строительства стадиона является док Брэмли-Мур. Это произошло после рассмотрения более чем 50 вариантов расположения будущего стадиона. Вскоре мэр Ливерпуля Джо Андерсон заявил, что администрация города готова помочь проекту с транспортной доступностью, построив новые дороги ведущие к стадиону. В ноябре 2017 года «Эвертон» объявил о том, что клуб подписал соглашение о 200-летней аренде земли в доке Брэмли-Мур.
В октябре 2018 года «Эвертон» объявил о проведении двухэтапных общественных слушаний по проекту нового стадиона. Первый этап состоялся в ноябре 2018 года, второй — летом 2019. Обсуждение проекта стало крупнейшим из когда-либо проводившихся в Ливерпуле и получило подавляющую поддержку как населения города, так и бизнеса и государственного сектора. 25 июля 2019 года «Эвертон» представил дизайн будущей арены.
В январе 2020 года стало известно, что компания Алишера Усманова USM Holdings достигла соглашения с клубом о приобретении за 35 млн евро приоритетного права на нейминг проектируемого стадиона, однако впоследствии от этих планов отказались.
23 февраля 2021 года Городской совет Ливерпуля единогласно одобрил планы «Эвертона» как по строительству нового стадиона, так и по переиспользованию территории, на которой располагается «Гудисон Парк». 26 марта 2021 года эти планы были одобрены Правительством Великобритании.

### Строительство

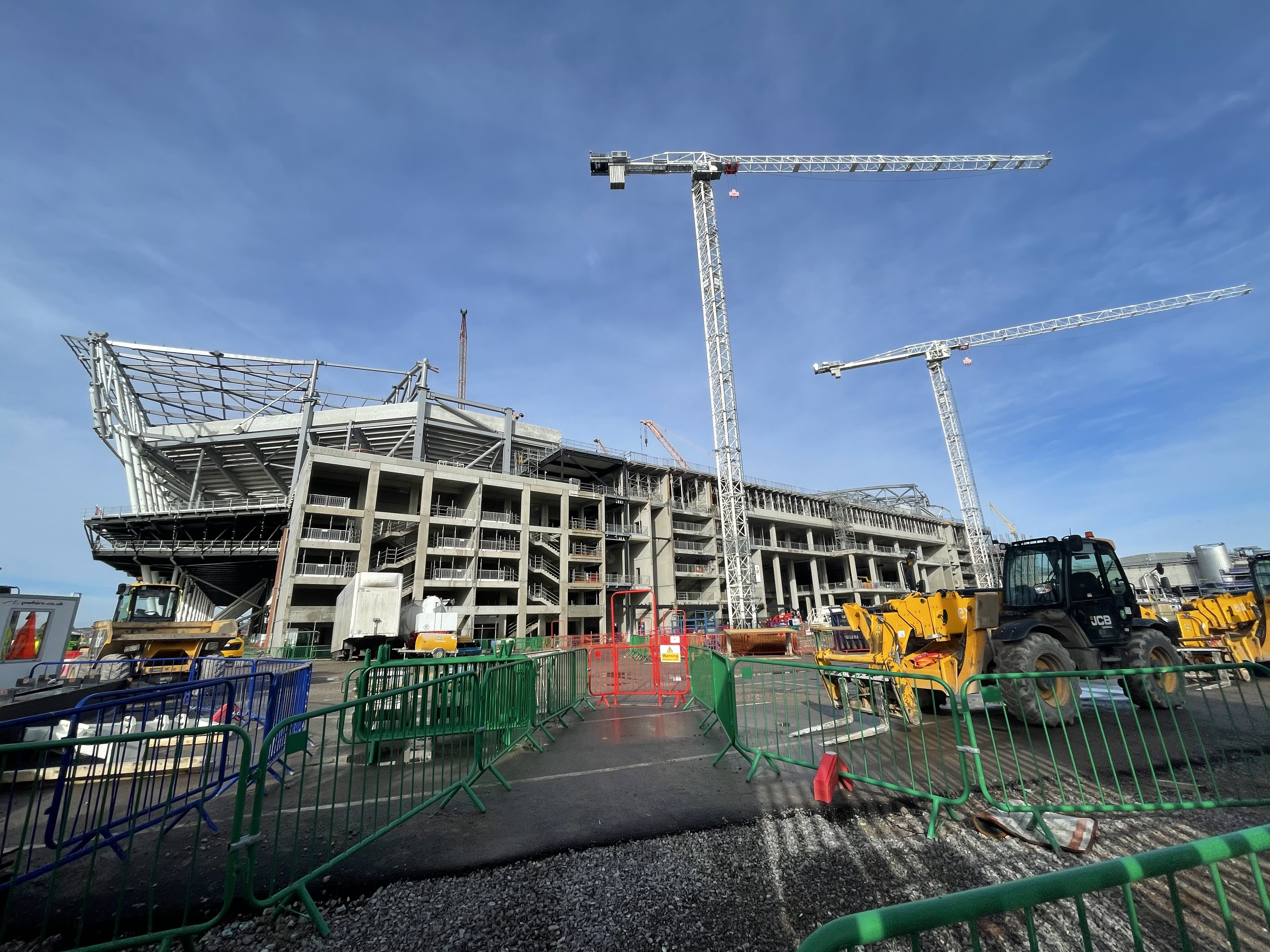
Строительство стадиона в марте 2023 года

10 августа 2021 года «Эвертон» официально объявил о начале строительства стадиона.
23 декабря 2024 года было официально объявлено о том, что подрядчик завершил строительные работы и передал стадион футбольному клубу «Эвертон».

### Открытие
2 января 2025 года было объявлено, что до официального открытия нового стадиона клуб проведёт на нём три тестовых мероприятия. Первым из них стал товарищеский матч юношеской команды «Эвертона» (до 18 лет) против сверстников из «Уиган Атлетик», который состоялся 17 февраля 2025 года в присутствии 10 тысяч зрителей. Затем 23 марта товарищеский матч провела молодёжная команда «Эвертона» (до 21 года). Соперником команды стал молодёжный состав «Болтон Уондерерс» — этот матч смогли посетить 25 тысяч человек, причём он был досрочно завершён на 65 минуте из-за запланированных учений по эвакуации. Третьим тестовым матчем на стадионе стала товарищеская игра «Эвертона» против итальянской «Ромы» 9 августа 2025 года.
Первый официальный матч на стадионе состоится 24 августа 2025 года, когда «Эвертон» в рамках Премьер-лиги примет «Брайтон энд Хоув Альбион».

## Другие варианты использования стадиона
Предполагается, что стадион будет использоваться не только для проведения футбольных матчей, но и в качестве площадки для проведения культурно-массовых мероприятий, концертов и т. д.
16 ноября 2022 года стало известно, что строящаяся арена попала в шорт-лист из 14 стадионов в совместной заявке Англии, Шотландии, Уэльса, Северной Ирландии и Ирландии на право проведения Чемпионата Европы по футболу 2028 года. 10 октября 2023 года после победы совместной британско-ирландской заявки стало известно, что стадион станет одной из десяти арен, на которых состоятся матчи турнира (в дальнейшем список стадионов, на котором пройдут матчи турнира, сократился до девяти).